# سانگ‌سوم
سانگ‌سوم (انگلیسی: SangSom) شرکت نوشیدنی تایلندی است، که در سال ۱۹۷۷ تأسیس شد.